# Bedřich Homola

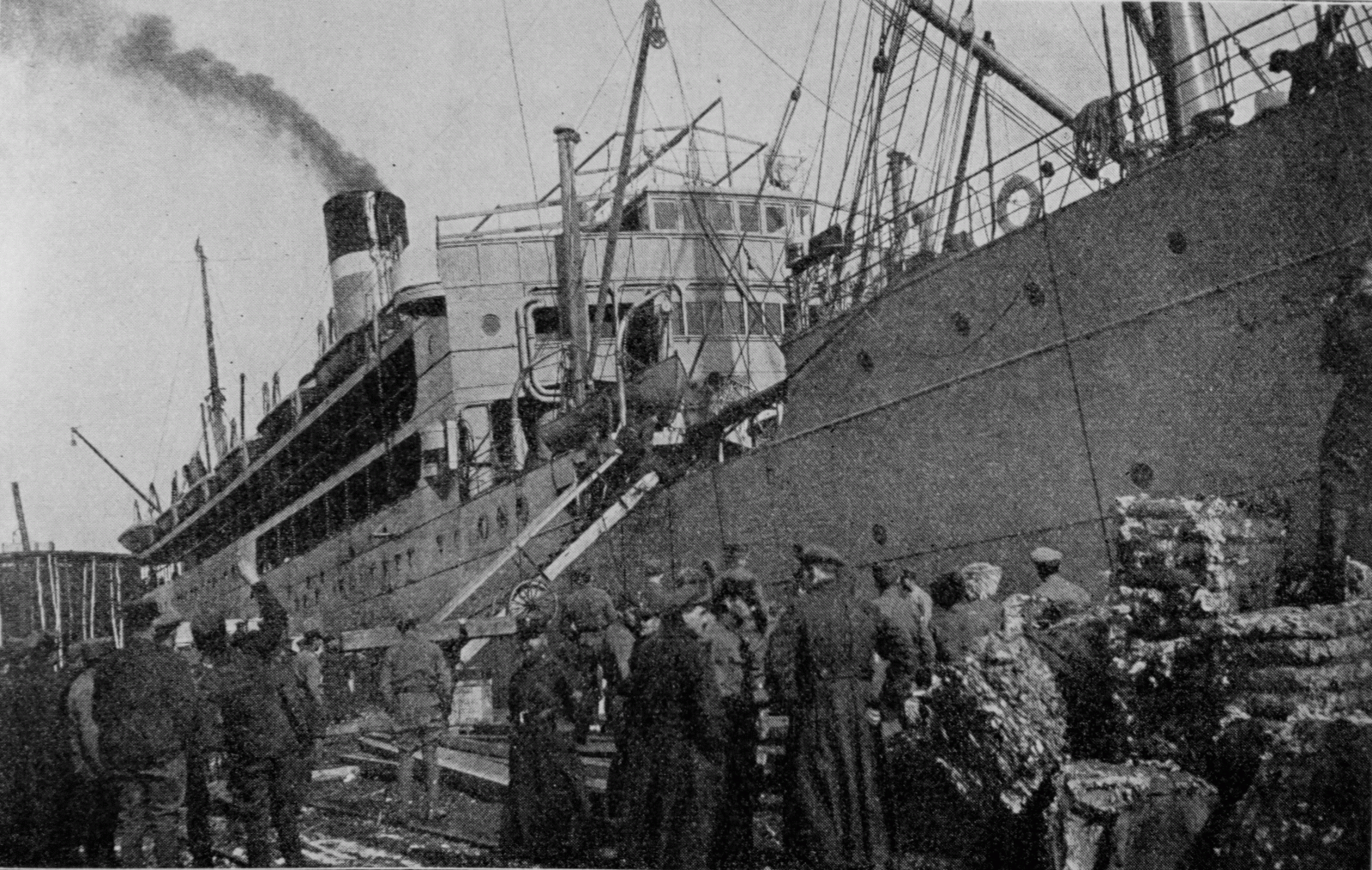
Zaoceánský parník Madawaska, kterým bylo (v rámci 19. transportu čs. legií) odvezeno z Vladivostoku do Terstu více než 2 tisíce osob

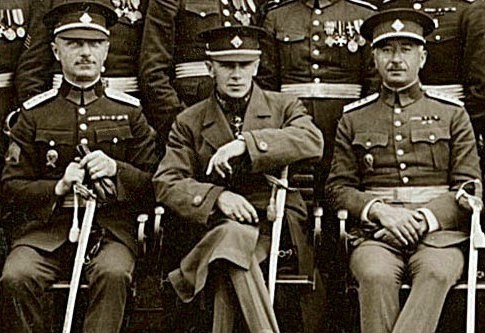
Bedřich Homola, Sergej Vojcechovský a Oleg Svátek na legionářském shromáždění v roce 1927

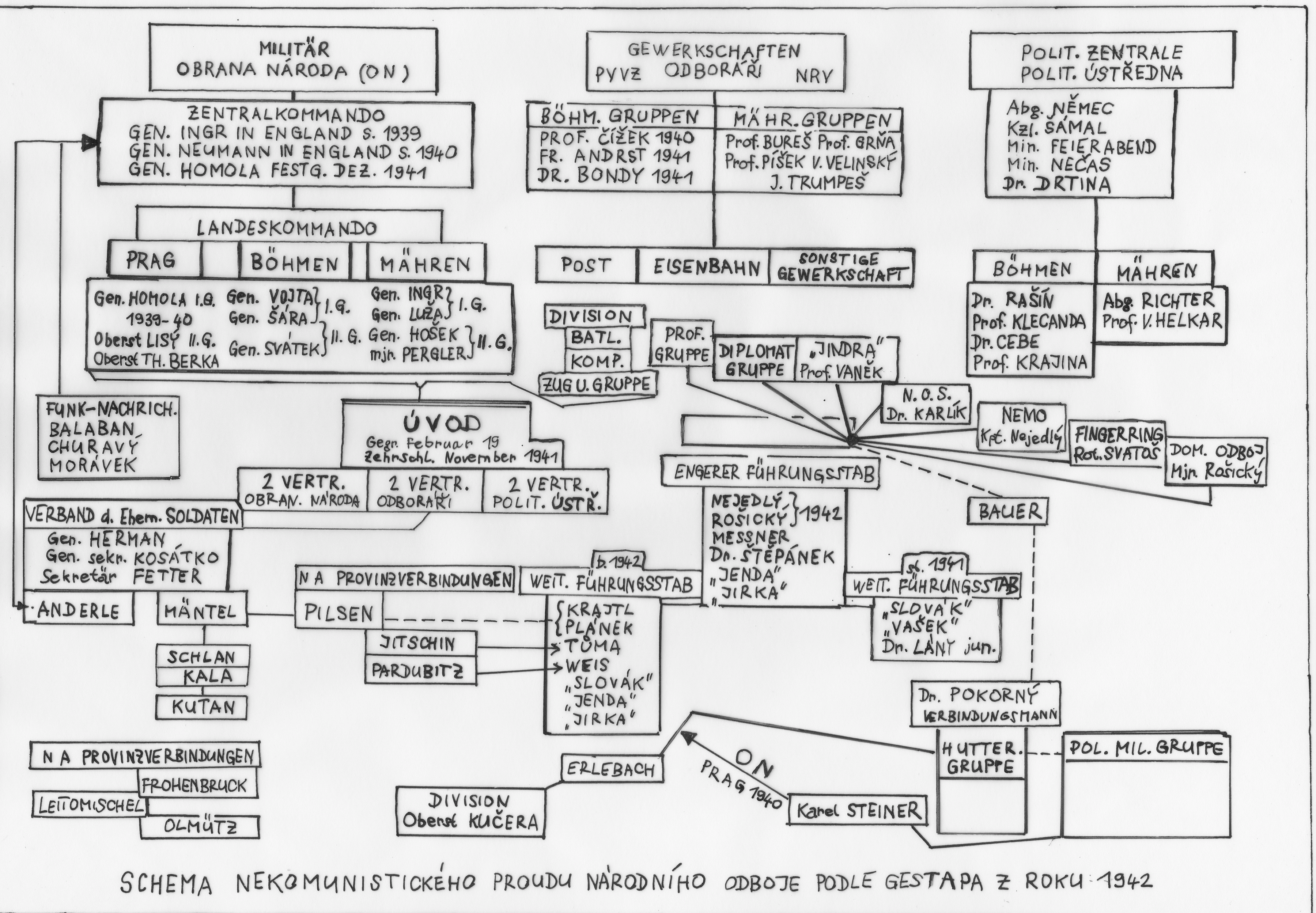
Bedřich Homola na schématu nekomunistického proudu národního odboje v Protektorátu Čechy a Morava podle gestapa z roku 1942

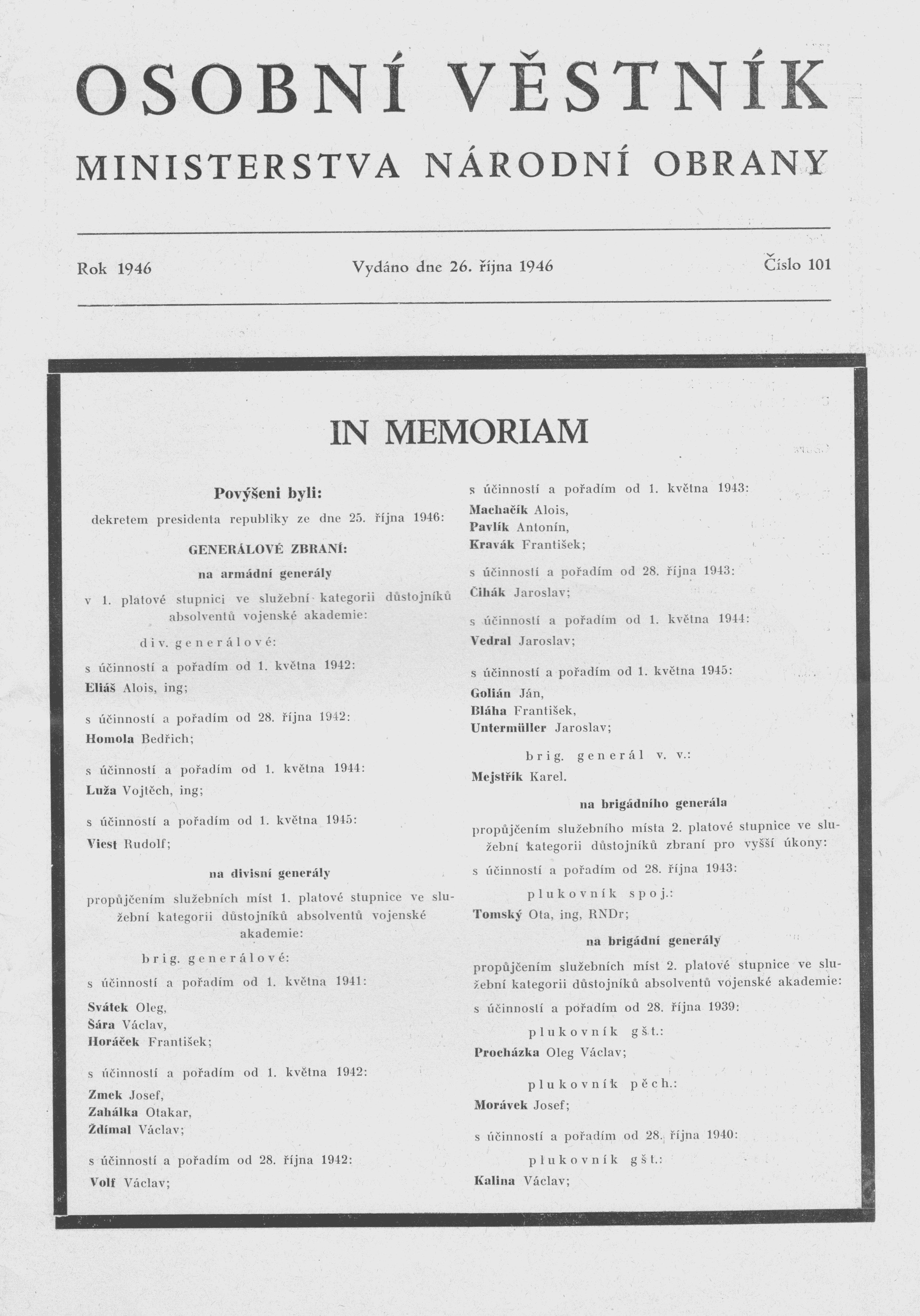
Osobní věstník MNO číslo 101 ze dne 26. října 1946 titulní strana - povýšení do hodnosti armádního generála

Armádní generál Bedřich Homola (2. června 1887 Běleč – 5. ledna 1943 Berlín, věznice Plötzensee) byl československý voják, generál, legionář a vrchní velitel Obrany národa v období nacistické okupace Čech a Moravy. Užíval krycí jméno Ataman.

## Mládí
Narodil se 2. června 1887 v Bělči nedaleko Zadní Třebaně v rolnické rodině Václavu a Marii Homolovým. Po ukončení obecné školy v Litni v roce 1899 nastoupil do měšťanské školy v Hostomicích, odkud v roce 1901 přestoupil na německou měšťanskou školu v Bílině. V letech 1903 až 1907 vystudoval vyšší průmyslovou školu stavební v Praze.
V letech 1907–1908 byl zaměstnán u architekta Jiřího Justicha v Praze. V letech 1908–1909 sloužil jako jednoroční dobrovolník v Praze. Od roku 1909 do roku 1910 pracoval u stavitele Krause ve stavební firmě v Zemunu u Bělehradu a poté zde byl i technickým úředníkem. Od roku 1910 do roku 1914 působil Homola na Magistrátu hlavního města Prahy jako technický úředník.

## 1. světová válka

### Rakouská armáda
Do rakouské armády byl povolán v rámci mobilizace 27. července 1914. S 88. pěším plukem odjel na ruskou frontu. Z té se vrátil zraněn v září zpět. Rok nato, v hodnosti poručíka opět odjel na frontu na Debrecín a Halič. Byl však 14. září 1915 znovu raněn a navíc zajat Rusy a převezen do Moskvy.

### Československé legie v Rusku
Do československých legií vstoupil 15. února 1916. Sloužil jako velitel roty, dále velitel poddůstojnické školy, stal se velitelem úseku trati Čenokovka - Doč u Bachmače a posléze velitelem Severní fronty. Od 25. května velel štábnímu vlaku a účastnil se bojů u Marjanovky. Od 27. října 1918 byl, již v hodnosti majora, ustanoven zástupcem velitele důstojnické školy. Dne 20. července 1919 se stal inspektorem divizních kurzů pro poddůstojníky ve Sljuďance na břehu Bajkalského jezera.
Dne 29. září 1919 se oženil s Galinou Faddějevovou, se kterou měl syna Olega Homolu (1921–2001), pozdějšího politika KSČ a literárního vědce. Dne 22. dubna 1920 se ve Vladivostoku nalodil spolu s manželkou na zaoceánský parník Madawaska a přes Singapur, Suez a Terst se vrátil zpět do vlasti.

## První a druhá republika
Po návratu do Československa nastoupil do školského oddělení Hlavního štábu. V letech 1921 až 1922 absolvoval válečnou školu v Praze a v hodnosti podplukovníka byl 20. září 1922 jmenován zástupcem velitele Vojenské akademie v Hranicích. Poté, co figuroval v mediálně propírané aféře týkající se sebevražd dvou frekventantů akademie (týkajících se jím zavedeného přísného režimu na akademii, přičemž jeden ze sebevrahů byl syn velitele dělostřelectva 1. divize československých legií v Rusku), byl přeložen  1. října 1923 do štábu 7. pěší divize v Olomouci jako jeho velitel. Dne 10. ledna 1925 byl povýšen na plukovníka generálního štábu a od 1. října 1925 velel 27. pluku v Olomouci.
Od 1. ledna 1927 byl ustanoven zatímním velitelem, od 31. března velitelem 14. pěší brigády v Kroměříži. 21. února 1929 byl povýšen na brigádního generála. Od 5. března se stal velitelem 1. pěší divize a posádkovým velitelem Velké Prahy. Dne 1. července 1935 byl jako velitel VII. armádního sboru v hodnosti divizního generála převelen do Turčianského Sv. Martina a v roce 1938 převelen ve funkci velitele VII. armádního sboru do Banské Bystrice. Zde se zúčastnil obou mobilizací v roce 1938 (květnové i zářijové).
Ve dnech 9. až 11. března 1939 na rozkaz vlády Rudolfa Berana vyhlásil výjimečný stav na středním Slovensku, provedl odzbrojení Hlinkových gard a nechal jejich předáky internovat. Tato akce byla později na Slovensku známa jako tzv. Homolův puč.
Dne 14. března 1939 byl bez udání důvodu povolán zpět do Prahy. Nepodařilo se mu však přejet autem nově vzniklou státní hranici, a proto pokračoval sám pěšky přes Beskydy (manželka byla internována Hlinkovými gardisty v Turzovce). Podařilo se mu dostat se na Moravu, kde se setkal s postupujícím wehrmachtem. Slovenské noviny o něm 19. března 1939 napsaly, že byl na hranicích postřelen a zahynul.

## V odboji
Koncem března 1939 se objevil v Praze a s manželkou (diplomatickou cestou propuštěnou ze zajetí) se usídlil v Praze-Dejvicích. V té době začal intenzivně spolupracovat s dalšími důstojníky zaniklé československé armády na vybudování vojenské odbojové organizace.
Koncem března 1939 se stal velitelem zemského velitelství Velká Praha nově vzniklé Obrany národa. Od srpna se skrýval ve Skřeži u Radnice u místního lesmistra. Zde měl i instalovanou vysílačku. V lednu 1940 se podílel na vzniku ÚVODu. V únoru 1940 po zatčení generála Josefa Bílého a zatčení generála Hugo Vojty se stal vrchním velitelem Obrany národa. Ze své funkce se snažil sjednotit vojenský i politický odboj proti okupantům pod jedinou organizaci, a sice ÚVOD. V této organizaci zasedal jako zástupce vojenského odboje.
V říjnu 1940 jen náhodou unikl zatčení gestapem, a proto byl nucen měnit úkryty. Od podzimu 1940 byla Obrana národa budována s ohledem na připravované protiněmecké povstání. V Londýně požadoval výstroj a výzbroj asi pro 100 praporů prvního a druhého sledu, se kterými by došlo k obsazení předválečných hranic a udržení vnitrozemí. Pro povstání počítal s leteckou podporou spojenců a rozkladem okupační moci. Exilová vláda v Londýně totiž očekávala brzké vítězství spojenců v horizontu několika měsíců. Tento program měl své odpůrce jak v Politickém ústředí, tak v PVVZ, kteří se obávali vojenské diktatury, která by po vítězství mohla být zavedena.
Jediné vážné nebezpečí je z komunistů, kteří jsou sice okamžitě oslabeni a rozrušeni perzekucí a proti nimž je veřejné mínění pro chování Moskvy. Situace se může za čas kardinálně změnit, zvláště kdyby Moskva se dostala do konfliktu s Berlínem a měla přitom úspěch. S touto eventualitou musíme neustále počítat, tím více, že bylo mnoho hlasů – i zámožných občanů – kteří prohlašovali, že budou raději pod moskevskými komunisty a ztratí veškerý majetek než trvale pod Berlínem. Za důvod uváděli, že Moskva nevezme nám řeč ani půdu, kdežto Berlín obojí. Vládní forma, že se změní, za 30–50 let komunismus nebude, bude zde však národ, kdežto za vlády Němců by za 20 let byl národ zničen. Jistě důvody velice správné a věcné a lidé odhodlaní na toto řešení zasluhují jen pochvalu. Věřím však, že k tomu nedojde, podle situace, jak se nyní vyvíjí, a národ bude ušetřen druhého utrpení. To byl důvod, proč jsme se snažili navázat s Moskvou, byla to eventualita pro případ, že by Anglie nebyla vítězem, a na podzim mnoho lidí tomu věřilo.
Bedřich Homola v depeši do Londýna 20. února 1941, O rozdílech existence národa „pod Berlínem nebo Moskvou“, 
Během roku 1941 docházelo k dalším stávkám a sabotážím a okupanti se domnívali, že je připravováno povstání. Po nástupu Reinharda Heydricha k moci 27. září 1941 byl vyhlášen výjimečný stav a probíhalo rozsáhlé zatýkání a popravy. Dne 25. října 1941 ve své zprávě do Londýna Homola přiznal, že veškerá práce na budování odboje je zničena.

## Zatčení a vězení
Zatčen byl na základě udání 31. prosince 1941 v Praze na rohu náměstí Krále Jiřího a Vinohradské třídy. Byl umístěn do pankrácké věznice, odkud byl převážen k výslechům do Petschkova paláce.
V září 1942 byl převezen do Drážďan a odtud do berlínské věznice Moabit na dobu procesu, následně do nabytí právní moci rozsudku na stodenní „kandidátku“ do nedaleké věznice Plötzensee. V Berlíně byl lidovým soudem odsouzen za velezradu k trestu smrti a 5. ledna 1943 popraven.

## Řády a vyznamenání

### Předválečná
| Řád sv. Anny II. třídy s meči         | Řád sv. Anny II. třídy s meči (1919)                             |
| Československý válečný kříž 1914–1918 | Československý válečný kříž 1914–1918                            |
| Řád M. R. Štefánika "Sokol"           | Řád M. R. Štefánika "Sokol" (17. září 1919) za chrabrost         |
| Medaile vítězství                     | Československá medaile Vítězství                                 |
| Válečný kříž s palmou                 | Válečný kříž s palmou (Francie, listopad 1928) za boje na Sibiři |
| Důstojník řádu Čestné legie           | Důstojník řádu "Čestné legie" (Francie, 7. října 1931)           |

### In memoriam
- Štefánikův pamětní odznak I. stupně (Československo, 27. září 1945)
- Československý válečný kříž 1939
- Povýšen na armádního generála s účinností a pořadím od 28. října 1942 (25. října 1946)
- Řád Bílého lva, II. stupně (Česká republika, 28. 10. 1998)

## Připomínky

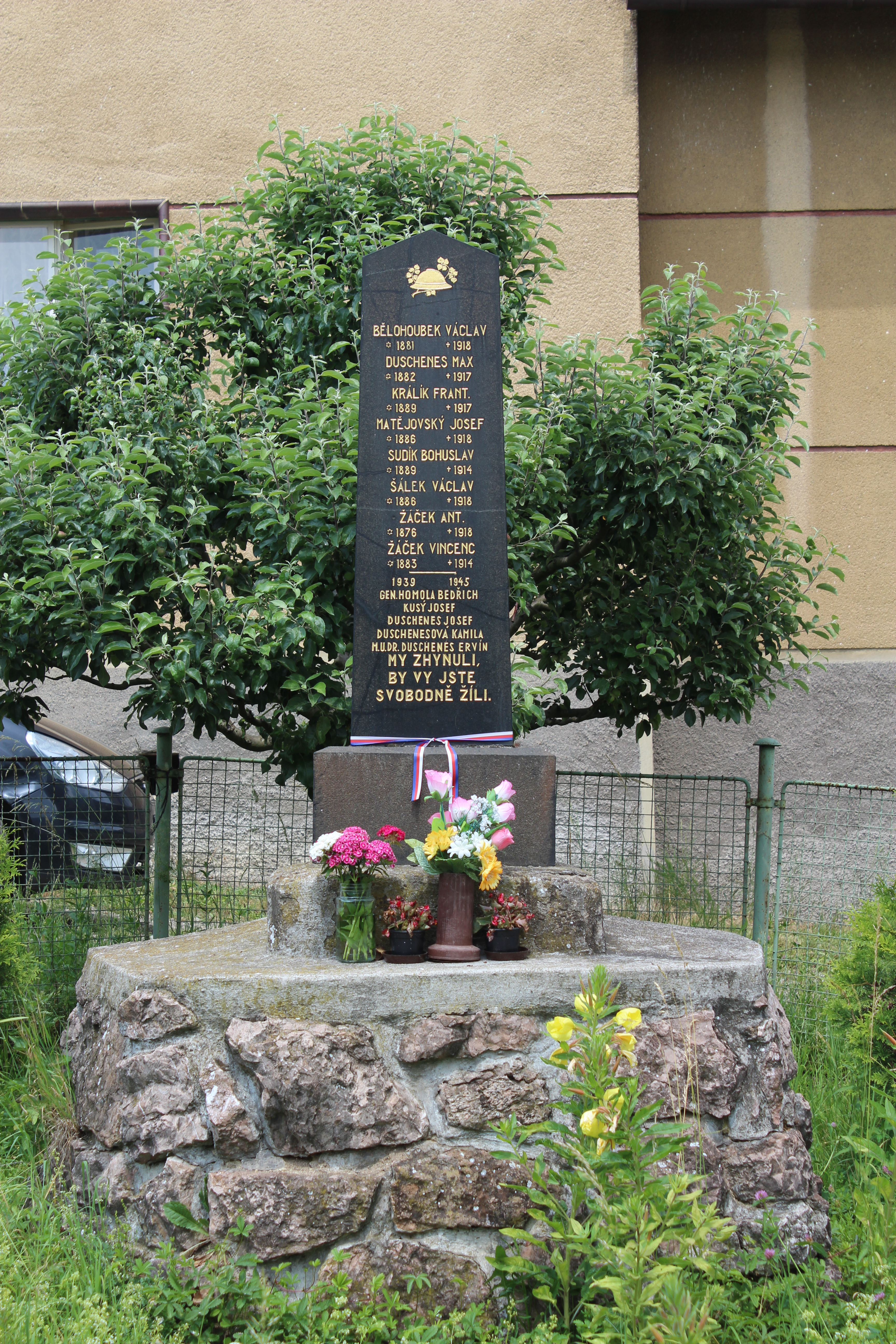
Pomník obětí 1. a 2. světové války v Bělči se jménem generála Bedřicha Homoly

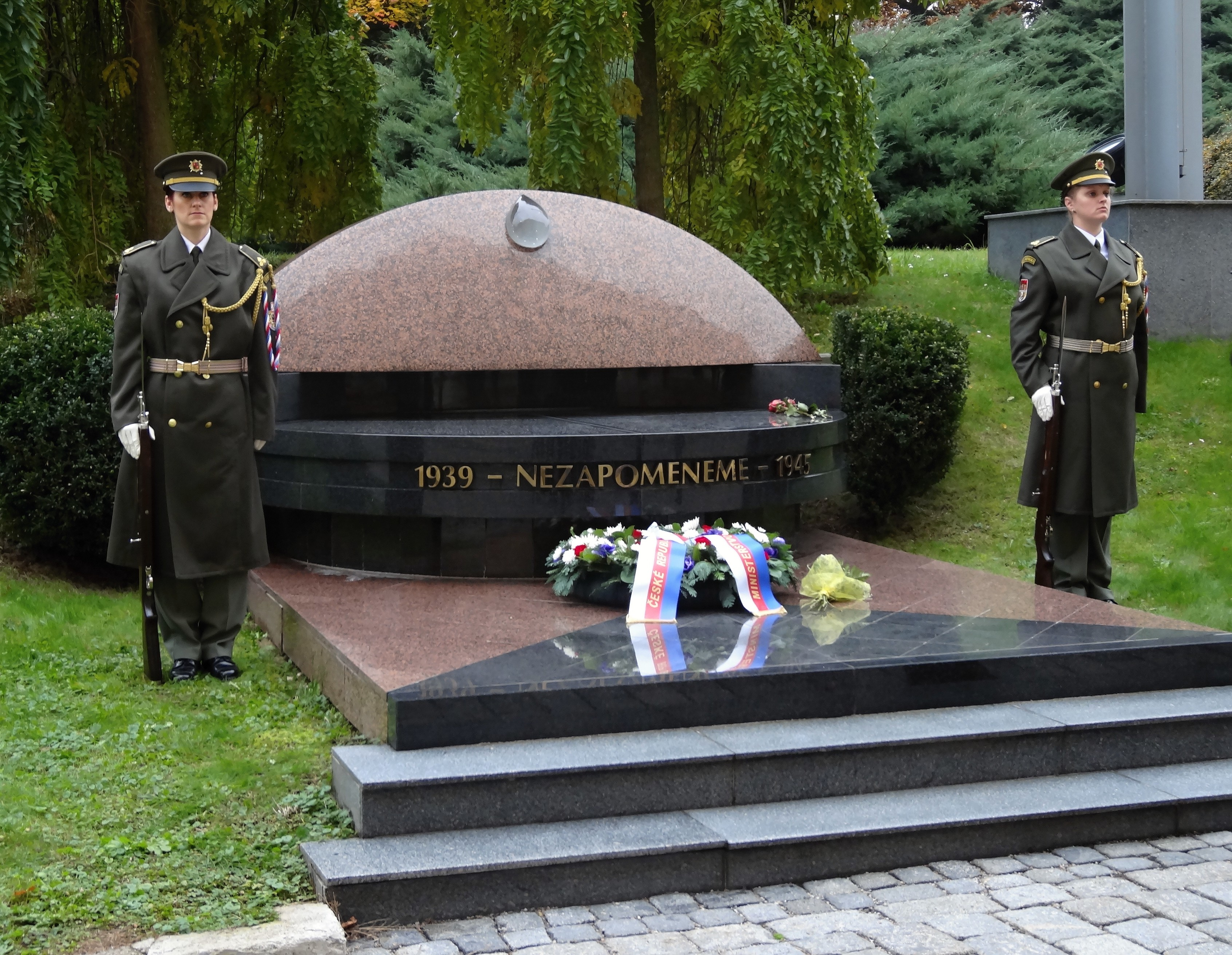
Pomník důstojníků GŠ (obětí z let 1939–1945) v areálu MO ČR se jménem generála Bedřicha Homoly

- Jméno generála Bedřicha Homoly je uvedeno na pomníku věnovaném obětem 1. a 2. světové války v Bělči.[4]
- Pomník důstojníků Generálního štábu, obětí z let 1939–1945. Pomník padlým a popraveným absolventům Vysoké školy válečné před sídlem Ministerstva obrany ČR se nachází na prostranství uvnitř objektu MO ČR a není veřejně přístupný.[p. 3] Pomník byl slavnostně odhalen 11. listopadu 2004 a jeho autorem je akademický sochař Peter Nižňanský[5] V textu je uvedeno: PAMÁTCE DŮSTOJNÍKŮ GENERÁLNÍHO ŠTÁBU, ABSOLVENTŮ VYSOKÉ ŠKOLY VÁLEČNÉ, KTEŘÍ POLOŽILI SVÉ ŽIVOTY V LETECH 1939-1945, následuje výpis jmen .... ARM.GEN. BEDŘICH HOMOLA 1887-1943 ....
- Ve čtvrtek 5. ledna 2023 proběhl před národním památníkem na pražském Vítkově (pod bronzovou jezdeckou sochou Jana Žižky z Trocnova od Bohumila Kafky) smuteční vzpomínkový akt k připomenutí 80. výročí zavraždění generála Bedřicha Homoly v berlínské věznici Plötzensee. Komorní pietní setkání inicializovali potomci gen. Homoly. Slavnostní tryzny se účastnili (kromě členů rodiny) historik a ředitel Památníku Lidice Eduard Stehlík, historik Československé obce sokolské Jan Boris Uhlíř, jako zástupce Senátu Parlamentu České republiky Jiří Drahoš, velvyslanec Spojeného království Nick Archer a vojenský přidělenec francouzské ambasády Jean-Charles Peltier.[6][7][8]